# 宮城海清人
宮城海 清人（みやぎうみ きよと、1922年10月17日 - 没年不明 ）は、宮城県本吉郡津谷町（現役当時、現・同県気仙沼市）出身で出羽海部屋に所属した元大相撲力士。本名は高橋 清人（たかはし きよと）。最高位は西前頭15枚目（1949年10月場所）。現役時代の体格は171cm、94kg。得意手は左四つ、寄り、下手投げなど。

## 来歴
18歳の時に上京し、出羽海部屋へ入門。1941年1月場所で初土俵を踏んだ。同期の初土俵組には、後の横綱・鏡里や大関・松登らがいる。
因みに、当初の四股名は、出身地の宮城県本吉郡に由来する「本吉」であった。
体格にはあまり恵まれていなかったものの順調に出世し、序ノ口に付いてから約4年後の1945年6月場所で新十両に昇進。
その後、1947年6月場所から宮城県と出羽海部屋に因んだ「宮城海」に改名し（なお、故郷の津谷町も、海に面した町であった）、1949年5月場所では新入幕を果たした。それ以後は、幕内下位や十両で活躍した。
小兵ながら怪力であり、左四つ相撲を得意とした。下手投げや下手捻りなど、得意技は多岐に亘った。
幕内では1度も大勝ちが無かったため上位には進めなかったが、十両在位時から新入幕直後にかけ、後に大関へ昇進する大内山に3連勝した事もあった。
十両中位で全休した1953年5月場所を以って、30歳で廃業。
以降は東京都江東区（門前仲町界隈）にて、ふぐ料理店を営んだ。

## 主な戦績
- 通算成績：159勝166敗19休 勝率.489
- 幕内成績：58勝74敗3休 勝率.439
- 現役在位：30場所
- 幕内在位：9場所

### 場所別成績
| 1941年 （昭和16年） | （前相撲）         | x                | 西序ノ口26枚目 7–1       | x                 |
| 1942年 （昭和17年） | 東序二段25枚目 3–5 | x                | 西序二段35枚目 6–2       | x                 |
| 1943年 （昭和18年） | 西三段目57枚目 6–2 | x                | 東三段目12枚目 5–3       | x                 |
| 1944年 （昭和19年） | 西幕下43枚目 5–3   | x                | 西幕下22枚目 4–1         | 東幕下7枚目 3–3   |
| 1945年 （昭和20年） | x                  | x                | 西十両13枚目 1–5–1       | 東幕下5枚目 3–2   |
| 1946年 （昭和21年） | x                  | x                | x                        | 東幕下2枚目 5–2   |
| 1947年 （昭和22年） | x                  | x                | 西十両7枚目 3–7          | 西十両13枚目 6–5  |
| 1948年 （昭和23年） | x                  | x                | 東十両6枚目 6–5          | 東十両4枚目 6–5   |
| 1949年 （昭和24年） | 西十両筆頭 8–5     | x                | 西前頭19枚目 8–7         | 西前頭15枚目 7–8  |
| 1950年 （昭和25年） | 東前頭16枚目 5–7–3 | x                | 東前頭20枚目 8–7         | 西前頭15枚目 6–9  |
| 1951年 （昭和26年） | 西前頭17枚目 8–7   | x                | 東前頭16枚目 6–9         | 西前頭19枚目 5–10 |
| 1952年 （昭和27年） | 東十両筆頭 8–7     | x                | 西前頭21枚目 5–10        | 東十両3枚目 7–8   |
| 1953年 （昭和28年） | 東張出十両 3–12    | 西十両14枚目 6–9 | 西十両17枚目 引退 0–0–15 | x                 |
| 各欄の数字は、「勝ち-負け-休場」を示す。 優勝 引退 休場 十両 幕下 三賞：敢=敢闘賞、殊=殊勲賞、技=技能賞 その他：★=金星 番付階級：幕内 - 十両 - 幕下 - 三段目 - 序二段 - 序ノ口 幕内序列：横綱 - 大関 - 関脇 - 小結 - 前頭（「#数字」は各位内の序列） |                    |                  |                          |                   |

### 幕内対戦成績
| 愛知山 | 1 | 3 | 明瀬川 | 1 | 0 | 朝若     | 1 | 0 | 大岩山 | 3 | 2    |  |  |  |
| 大内山 | 1 | 0 | 大熊   | 0 | 2 | 大ノ海   | 2 | 1 | 大昇   | 1 | 1    |  |  |  |
| 大蛇潟 | 2 | 4 | 甲斐錦 | 2 | 0 | 甲斐ノ山 | 3 | 1 | 神錦   | 1 | 4    |  |  |  |
| 神若   | 3 | 1 | 北ノ洋 | 0 | 4 | 清恵波   | 1 | 3 | 九州錦 | 2 | 5    |  |  |  |
| 国登   | 0 | 3 | 小坂川 | 1 | 1 | 琴ヶ濱   | 1 | 2 | 琴錦   | 0 | 2    |  |  |  |
| 櫻國   | 0 | 2 | 潮錦   | 1 | 0 | 清水川   | 1 | 1 | 輝昇   | 1 | 0    |  |  |  |
| 十勝岩 | 2 | 1 | 時津山 | 2 | 1 | 名寄岩   | 0 | 3 | 白龍山 | 1 | 0    |  |  |  |
| 緋縅   | 0 | 3 | 広瀬川 | 2 | 3 | 藤田山   | 1 | 3 | 二瀬山 | 2 | 3(1) |  |  |  |
| 不動岩 | 1 | 1 | 緑國   | 3 | 2 | 吉田川   | 2 | 2 | 米川   | 1 | 2    |  |  |  |
| 若嵐   | 1 | 0 | 若潮   | 0 | 1 | 若ノ花   | 0 | 1 | 若葉山 | 3 | 1    |  |  |  |

## 改名歴
- 本吉（もとよし、1941年5月場所-1946年11月場所）
- 宮城海（みやぎうみ、1947年6月場所-1953年5月場所）